# Río Secure
Der Río Secure (auch Río Sécure oder Río Securé) ist ein Fluss im Tiefland des südamerikanischen Binnenstaates Bolivien.

## Verlauf
Der Río Secure hat seinen Ursprung am Fuß der östlichen Anden-Kette der Serranía de Mosetenes im Zusammenfluss von Río Cascarrillas und Río Nutusama auf einer Höhe von 310 m im Departamento Beni. Von dieser Stelle aus fließt der Río Secure auf den ersten 60 km in südöstlicher Richtung in Streichrichtung der Serranía de Mosetenes bis zur Einmündung des Río Iruplumo und wendet sich dann nach Nordosten. Kurz vor seiner Mündung verlässt der Fluss die Provinz Moxos und tritt in die Provinz Marbán ein. Nach insgesamt 380 Kilometern mündet der Fluss in einer Höhe von 165 m in den Río Isiboro. Der folgende 105 km lange Flussabschnitt von der Vereinigung von Río Secure und Río Isiboro bis zur Mündung in den Río Mamoré wird meist dem Isiboro zugerechnet, auf manchen Karten trägt dieser Abschnitt jedoch die Bezeichnung "Río Secure" oder sogar "Río Isiboro/Secure". Daher wird die Gesamtlänge des Río Secure häufig mit knapp 500 Kilometern angegeben.

## Naturschutzgebiet
Der Río Secure zusammen mit dem Río Nutusama stellt die Nordgrenze des Naturschutzgebietes TIPNIS dar, und zwar zwischen der Bergkette der Serranía de Mosetenes im Westen und der Mündung des Río Sécure in den Isiboro im Nordosten.

## Bifurkation
Über eine Bifurkation ist der Río Secure zusätzlich auch mit dem Río Tijamuchi verbunden, einem linken Nebenfluss des Río Mamoré, der weiter flussabwärts als der Río Isiboro in den Mamoré mündet. Diese Bifurkation befindet sich bei Flusskilometer 159 und einer Höhe von 207 m bei den Geokoordinaten 15° 52′ 47″ S, 65° 51′ 31″ W. Bei hohem Wasserstand verzweigt sich hier im flachen Gelände der Río Secure: ein Teil des Wassers fließt im Flussbett des Secure weiter in östlicher bis südöstlicher Richtung zum Río Isiboro; ein anderer Teil des Wassers zweigt in nordöstlicher Richtung ab und erreicht flussabwärts den Río Tijamuchi.